# 安東尼·歐文
安東尼·歐文（英語：Anthony Ervin，1981年5月26日—），美國游泳運動員。他是黑人和白人（阿什肯纳兹犹太人）的混血兒，也是美國首位非裔游泳運動員。在2000年奧運會上，他獲得50米自由泳的金牌。他也在世界游泳錦標賽上獲得過金牌。
2016巴西奥运会50m自由泳金牌，时隔16年再次夺冠。

## 外部連結
- 安東尼·歐文 （页面存档备份，存于） – 國家隊游泳運動員頁面在USASwimming.org
- 安東尼·歐文在的資料
- 安東尼·歐文的X（前Twitter）
- 官方网站